# Кенийская кошачья змея
Кенийская кошачья змея (лат. Telescopus semiannulatus) — вид кошачьих змей, обитающий в Африке.

## Описание
Общая длина колеблется от 60 см до 1 м. Голова широкая. Глаза большие с вертикальными зрачками. Туловище стройное, с гладкой чешуёй. Глава оранжевого цвета, задний конец тела тоже может быть оранжевым, иногда розовым, коричневатым или горчично-жёлтым. Вдоль спины тянется ряд из 24—48 отстоящих друг от друга тёмных пятен.

## Образ жизни
Населяет полупустынные саванны. Активна ночью. Питается ящерицами, мелкими грызунами и птицами.

## Размножение
Это яйцекладущая змея. Самка откладывает от 6 до 20 яиц.

## Распространение

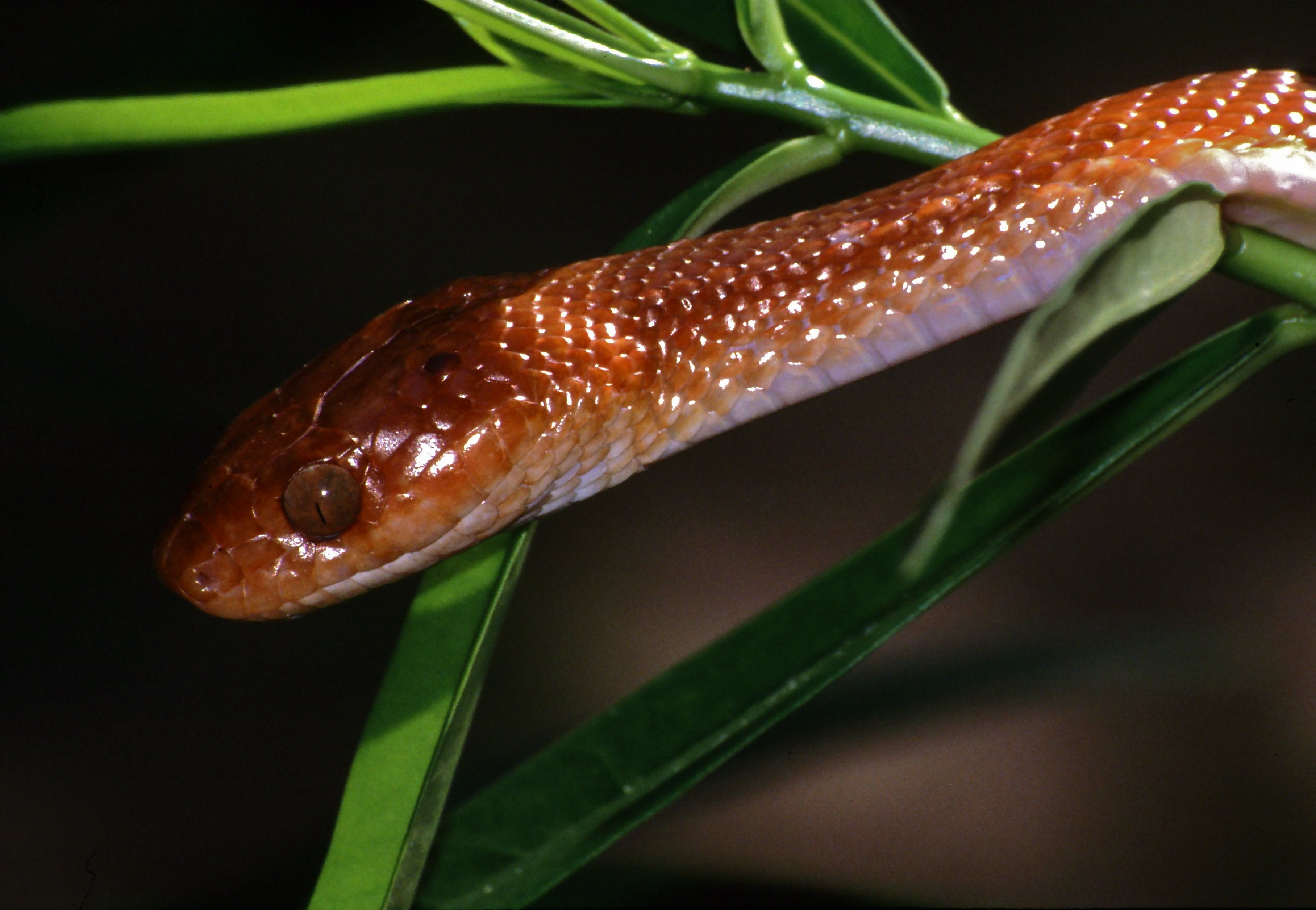

Обитает в восточной и южной Африке: Намибия, Ботсвана, Зимбабве, ЮАР Замбия, Демократическая Республика Конго, Конго, Малави, Танзания, Руанда, Бурунди, Кения, Свазиленд, Мозамбик.

## Подвиды
- Telescopus semiannulatus polystictus Mertens, 1954
- Telescopus semiannulatus semiannulatus Smith, 1849[2]